# Begonia hitchcockii
Espèce
Statut de conservation UICN

 EN B1ab(iii) : En danger
Begonia hitchcockii est une espèce de plantes de la famille des Begoniaceae.
L'espèce fait partie de la section Gobenia.
Elle a été décrite en 1949 par Edgar Irmscher (1887-1968).

## Répartition géographique
Cette espèce est originaire du pays suivant : Équateur.